# P.A.H. Feddersen
Polycarpus Andreas Henrik Feddersen (1791 i Kaltenkirchen, Holsten – 17. februar 1851) var en dansk embedsmand.
Han var søn af sognepræst Broder Feddersen og Regine Margrethe Wildenrath, blev månedsløjtnant, konstitueret grænsetoldkontrollør ca. 1813, fast ansat 1820 og bosat i Skodborghus. Feddersen blev udnævnt til told- og konsumtionsinspektør i Horsens 1824 og blev tillige vejer og måler i samme købstad 1827. Han blev konstitueret overkontrollør over Sjælland, Lolland-Falster samt Fyn og Langeland 1835. Han blev forfremmet til toldinspektør i København 1844.
P.A.H. Feddersen blev Dannebrogsmand 1813, kammerråd 1820, justitsråd 1828, Ridder af Dannebrog 1836 og etatsråd 1840.
Han blev gift 17. august 1814 i Sankt Mortens Kirke i Randers med Anne Margrethe Caspersen (17. januar 1792 i Randers - 26. juli 1863 i Randers), datter af bagermester Gotfred Caspersen og Birgitte Sparre.